# Astracantha andreji
Astracantha andreji är en ärtväxtart som först beskrevs av Rza Jakhja Ogly Rzazade, och fick sitt nu gällande namn av Sergei Kirillovich Czerepanov. Astracantha andreji ingår i släktet Astracantha och familjen ärtväxter. Inga underarter finns listade i Catalogue of Life.